# Erling Jensen
Pour les articles homonymes, voir Jensen.
Erling Jensen, né le 1er novembre 1919 à Frederiksberg (Danemark) et mort le 4 octobre 2000, est un homme politique danois, membre des Sociaux-démocrates, ancien ministre et ancien député au Parlement (le Folketing).